# 트롤리 (기업)
트롤리(Trolli)는 독일의 제과 회사이다. 미국의 페라라 캔디 컴퍼니(Ferrara Candy Company)와 트롤리 GmbH(Trolli GmbH, 구 Mederer GmbH)의 합작으로 설립되었다. 트롤리 GmbH는 80개 이상의 국가에서 껌, 마시멜로, 부드러운 감초 껌을 판매하고 있으며 독일, 스페인, 인도네시아, 중국, 체코에 공장을 두고 있다.

## 스폰서십
트롤리는 2010년부터 2014년까지 SpVgg 그로이터 퓌르트를 후원하였고, 이 기간 동안 홈구장은 "트롤리 아레나"로 명명되었다.

## 제조 공장
트롤리 GmbH는 퓌르트에 본사를 두고 있으며 보이젠부르크, 노이부르크폰발트, 헤이그노우에 공장을 두고 있다.
2001년 중국 광저우에 스페인 회사인 '멀티 조이코'와 합작하여 생산 부지를 건설하였다. 2004년에 Mederer는 그 기업의 100%를 인수했다. 중국에서 트롤리는 아시아, 오스트랄라시아, 북아메리카, 중동 국가에 제품을 수출한다.
유럽에서는 스페인 발렌시아, 이탈리아, 체코 플젠에 제조 공장이 있다. 그들은 또한 제조사인 알도르 산하의 콜롬비아에 생산 공장을 가지고 있다.

## 품목
트롤리 제품군은 다음과 같다: 오리지널, 사워, 소프트, 스페셜, 리큐어라이스, 엑스트라 프루티, 마시멜로, 젤라틴 프리, 글루텐, 채식주의자, 유당 프리, 할랄 제품 및 젤리 개구리 등이 있다.